# Takáful
Takáful (arabsky التكافل‎, někdy překládáno jako „solidarita“ nebo „vzájemná záruka“) je kooperativní systém náhrady nebo úhrady v případě ztráty, užívaný jako alternativa k tradičnímu systému pojištění, která je v souladu s islámskou věroukou.

## Právo v islámu
Oproti křesťanství, právo v islámu má zcela zásadní roli. Snad bychom mohli i konstatovat, že právo a věrouka v islámu splývají. Islám sice nezná žádný Kodex kanonického práva, tedy do jednotlivých kánonů (paragrafů) vypracované zákony. Islámské náboženské právo, zvané šaría v jistém smyslu plní stejnou funkci, jako v křesťanství dogmatika s etikou. Ve svém, do nejmenších podrobností rozpracovaném, právním systému, se zaobírá běžnými, ale i těmi nejméně pravděpodobnými situacemi, které by mohly nastat.
Základem islámského práva jsou více či méně podrobná ustanovení Koránu. Korán je považován ortodoxním učením islámu jako přímé slovo Boží, nestvořené, existující od věčnosti. Druhým zásadním zdrojem práva je prorocká tradice, sunna. Sunna je tvořena z příběhů (hadíth) a vyprávění o činech a výrocích Muhammada. Každý hadíth má dvě části: jednak část obsahující samotné sdělení, jednak část obsahující celý řetěz jmen osob, které svým svědectvím dokládají pravost či věrohodnost hadíthu.
Korán samotný obsahuje pouze mezi 60 až 80 verši1, které lze považovat za formulace právní povahy. K rozvoji plnohodnotné legislativy jen samotný text Koránu tedy nestačí a právo tak čerpá především ze sunny. Rozvoj sunny byl omezen kolem roku 850, kdy se dostal pod státní dohled. I přes takovéto omezení sunny, i přes její očištění od zjevně nepravdivých (či nesmyslných) hadíthů, docházelo k nejednoznačným, ba proti smyslovým výkladům. A tím se dostáváme ke třetímu, důležitému, zdroji islámského práva: idžtihád.
Idžtihádem
se míní: metoda samostatného úsudku a volné, originální interpretace jevů s přihlédnutím k základním textům a celkovému étosu islámu.2
Idžtihád (doslova: vlastní píle, samostatná činnost)3 je tedy svobodným úsudkem znalce sunny a Koránu o tématech či problémech, které Korán ani sunna nezná. Nelze jej tedy uplatňovat na otázky jednoznačně Koránem stanovené. Předmětem idžtihádu jsou tedy víceznačné, spekulacím otevřené formulace Koránu. Pro uplatnění idžtihádu se tedy – alespoň teoreticky – otevírá široké pole uplatnění. Ten, kdo chce užít idžtihádu, musí být muslimem, musí znát výborně arabštinu, (průměrná znalost nestačí). Dále musí být čestný, důvěryhodný a samozřejmě vzdělaným v teologii.4 Výsledkem užití vlastního úsudku, při řešení nejrůznějších problémů těmito znalci, jsou tzv. fatwy. A protože se jedná o úsudky i více učenců třeba i na jediný problém, mohou se fatwy ve svých názorech na jedinou věc zcela lišit. Zajímavé jsou například debaty o alkoholu. Tato rozdílnost je dobře popsána v literatuře.5 Fatwy jsou v současné době vydávané knižně, ale jsou k dohledání i na internetu. Internetové on – line prostředí dokonce umožňuje aktuálnost zveřejňovaných fatw. Zmíněná možnost více zcela odlišných názorů na jedinou věc (či problematiku) je pro islámské právo velice typická. Například pro kanonické právo katolické církve (latinského obřadu) je takováto různost názorů zcela nemyslitelná.
V islámském právu je zvykem brát v potaz i všechny ostatní, byť nesouhlasné názory na určitou problematiku. Ideální, nikoliv však reálný stav je, pokud se na řešení určité otázky shodnou islámští učenci celé generace. Takováto shoda je nazývána idžma. Podle některých učenců idžma zahrnuje souhlas všech věřících, podle dalších alespoň souhlas jedné generace, nakonec však převládl názor (idžma!), že je třeba konsensu všech muslimských učenců. Viz též consensus ecclesiae a opinio iuris communis v západní církevní tradici. Idžma se podle islámské tradice odvozuje již od generace Druhů Proroka, kteří se mezi sebou radili o otázkách běžného života. Muhammada se již zeptat nemohli (byl po smrti). Takto se vzájemně mezi sebou radili i Následovníci a Následovníků Následovníků Následníci.
Idžmu však odmítají šíité, šíitský konsensus spoléhá na neomylnost šíitského imáma, který díky Alímu získal schopnost neomylného vedení muslimské komunity. Sunnitskou ortodoxií je tato šíitská koncepce zcela ignorována. K sunnitské větvi islámu se hlásí většina muslimů, odhadem kolem 80% až 90%.
Celková problematika práva v islámu je velice rozsáhlá, často nejednoznačná. Výše uvedené stručné shrnutí nám má připravit cestu k uchopení obtížné problematiky aleatorních smluv v prostředí, kde vládne islámské právo. Dále je třeba mít na zřeteli, že přihlášení se (státu, organizací i jednotlivců) k islámskému právu šaría je v zásadě pouze formálním (avšak viditelným) aktem. Jak bylo řečeno výše, neexistuje žádný paragrafovaný závazný zákoník islámského práva. Na straně druhé však můžeme konstatovat, že zájem veřejnosti islámského světa o výroky (fatwy), stanoviska k mnoha problémům, které přináší život islámského věřícího, neustále vzrůstá. Viz např. on – line diskuze v internetovém prostředí. Pojďme se tedy podívat na hlavní téma tohoto Paperu.

## Problematika aleatorních smluv v islámském právním prostředí
Aleatorní smlouva je taková smlouva, kde výsledek (přesněji: plnění ze smlouvy) je nezávislý, případně i nejistý na konání (či nekonání) stran smlouvy. Neexistuje tedy žádná souvislost mezi činností stran a vzájemným plněním stran smlouvy.
```
  „
Islámské etické myšlení nevidí rádo nevyvážené nároky
“
```

Pojďme se podívat ke kořenům, které jsou u tohoto odporu islámského práva (a věrouky!) k nevyváženým nárokům, - zejména v aleatorních smlouvách.
Začněme u Koránu, (viz výklad I.). V Koránu jsou dvě významná místa, na kterých je zakázána hazardní hra majsir.
Korán, súra Kráva, 2 : 216: Dotazují se tě na víno a na hru majsir. Rci: „V obou z nich je pro lidi hřích těžký i užitek, avšak jejich hřích je větší než užitek.“ A dotazují se tě na to, co mají rozdávat.
Korán, súra Prostřený stůl, 5 : 92,93: Vy, kteří věříte! Víno, hra majsir, obětní kameny a vrhání losů šípy jsou věru věci hnusné z díla satanova. Vystříhejte se toho – a možná že budete blažení. Satan chce mezi vámi podnítit pomocí vína a hry majsiru nepřátelství a nenávist a odvést vás od vzývání Boha a od modlitby. Přestanete s tím tedy?
Jak či s čím se (v době Muhammadově) ona hra majsir hrála? Skupina deseti Arabů si společně koupila jediného velblouda, nejlépe mladý kus. Po porážce jej rozdělila na deset kusů (či podílů). Vedoucí hry vložil do pytle šípy, označené jmény či značkami účastníků hry. Potom pytlem třásl (losoval) tak dlouho, než vypadl první šíp. Tento první šíp však získal několik podílů. Další šípy získávaly již méně a na polovinu z účastníků se nedostalo. Varianta hry majsir spočívala v rozdělení velblouda na 28 částí. Pak získával první šíp jeden podíl, druhý šíp podíly dva, třetí tři, atd., až poslední tři podíly nezískaly nic. Hra majsir byla velice oblíbená. Kdo se odmítl zúčastnit, byl ostatními považovaný za zbabělce. Často přišli někteří jednotlivci o celá stáda velbloudů nebo velké jmění.
Z veršů Koránu sice vyplývá, že mezi losováním pomocí šípů a hrou majsir je rozdíl, nicméně losování šípy je nezbytnou součástí majsiru. Ostatně zakázáno je obojí: losování i samotná hra majsir. Můžeme tedy konstatovat, že islámský zákaz hazardu, prof. Kropáčkem zmiňovaná nechuť k nevyváženým nárokům, má své kořeny právě v zákazu hry majsir v textu Koránu. Jsou pouze dvě výjimky: lze sázet na vítěze koňských dostihů (s odůvodněním potřeby nejlepších koní pro boj) a lze vsázet na vítěze znalostních soutěží Koránu.
Jakým způsobem se islámské právo (přes uvedený zákaz) vyrovnává s potřebou rozvoje pojišťovnictví? Až do nedávna zákaz majsiru bránil jakémukoliv rozvoji v oblasti pojišťovnictví. Klíčovým termínem pro (dokonce) několik typů islámského (majetkového, nikoliv životního!) pojištění, je termín TAKÁFUL.
Takáful, doslova vzájemné ručení, je islámským pojišťovnickým konceptem, i když se jako pojištění neoznačuje a ani se jako pojištění nechápe. Na místo placení pojistného se pojistníci, přesněji podílníci zavazují k pravidelné úhradě určité částky. Určitá (případně i celá) část z této částky je však darem. Zbývající část slouží k výplatě spolupodílníkům, kteří se ocitli v nouzi. Takáful je v zásadě obdobné, velice podobné k typu pojištění, které vychází ze vzájemnostního principu. Členové přispívají určitou částkou peněz, účelem však není vybrat co nejvíce a vyplatit co nejméně. Účelem, či smyslem, je vzájemná solidarita a pomoc mezi členy. Nejistota, -kterou islám tak nerad vidí, je zcela eliminována pravidelností příspěvků. Případně vyplacené kompenzace členům, kteří utrpěli škodu, nelze ani vytknout získávání výhody na úkor ostatních. Placením příspěvků (plně či zčásti dary) tak pojistníci/podílníci vzájemně spolupracují pro své společné dobro.
 Účelem takáfulu není zisk, ale naplnění principu vzájemné pomoci mezi jednotlivci při nesení jejich břemen. Podle wikipedie jsou čtyři základní typy při aplikaci takáfulu:
1. Mudharabah … pojistníci/podílníci a správce společného fondu příspěvků společně sdílí zisky a ztráty.

1. Wakala … zprostředkovatelský poplatek/ poplatek za správu je (předem domluvená výše) zaplacen samostatně, ještě před přijetím běžně placeného příspěvku.

1. Al Waqf … část z příspěvků je darem, je tedy nevyplatitelná zpět mezi podílníky/pojistníky.

1. Kombinace uvedených typů, pouze v některých státech.20

Jak konkrétně vypadá uplatnění takáfulu v typu (či modelu) zvaném Mudharabah? Provozovatel takáfulu přijímá platby od podílníků/pojistníků. Podle vzájemné domluvy všech stran se zisky, či přebytky, sdílí v dohodnutém poměru. Ten může být různý (50:50; 60:30). Rozdělení zisku následuje až poté, co jsou všechny závazky poskytnout pomoc ostatním spolupodílníkům splněny. Povinností provozovatele takáfulu je udržovat společná aktiva na určité, dostačující, úrovni a bránit neoprávněnému čerpání z fondů. Snad by se model Mudharabah dal přirovnat k – v českém prostředí – známější model „tichý společník“. Tedy tiché sdílení nejen případných přebytků (zisků), ale i ztrát.
V současném islámském prostředí je tedy pojišťovací činnost (v západním slova smyslu) označována pojmem takáful, byť se formálně brání označení jako pojišťovací služby. Například Takaful Re je běžně užívaným označením zajištěním takáfulu. Je třeba zmínit, že každá firma, která v islámských zemích zajišťuje služby takáfulu, případně i Re-takaful, má svůj Dohledový šaría výbor, který svým dohledem zajišťuje a potvrzuje, že veškeré transakce, smlouvy, atd. jsou v souladu s islámským právem, s Koránem.